# Vejlefjordskolen
Vejlefjordskolen ligger ved Daugård på nordsiden af Vejle Fjord. Skolen er en kombineret skole med gymnasium for dag- og kostelver, efterskole, grundskole, børnehave og vuggestue.
Skolens værdigrundlag bygger på kristne værdier og lægger vægt fællesskab, respekt for andre og rummelighed.
Skolen har bl.a. følgende faciliteter: Idrætshal, svømmehal, fitnesscenter, ridehal og stalde, boafsnit for drenge og piger, undervisningsfaciliteter, sportsanlæg, egen strand med badebro.
Vejlefjord Efterskole har følgende linjer: heste (med ridehal), outdoor (især kano, kajak, speedbåd, fiskeri, sejlbåde), fodbold, fitness, volley. Skolen lægger vægt på sund og bæredygtig livsstil. Maden er derfor overvejende vegetarisk med kun lidt kød.
Vejlefjord Gymnasium med tilknyttet kostafdeling blev oprettet i 1972. Elever kommer fra både nærområdet og hele landet.
Vejlefjord Grundskole har elever fra 0.-10. kl. De fleste af efterskolens aktiviteter er åbne for dagelever i 8.-10. kl.
Rektor er Kay Flinker.

## Vejlefjordskolens historie
Skolen bygges i 1930 og indvies i 1931 under navnet Vejlefjord Højskole og har siden haft navne som Vejlefjord Realskole, Vejlefjord Højere Skole og nu Vejlefjordskolen. I begyndelsen var der til skolen knyttet både gårddrift og gartneri. Ideen var, at elever skulle dannes både gennem skolearbejdet og praktisk arbejde i marken og plantagen. En markant milepæl i Vejlefjords historie var gymnasiets oprettelse i 1972. Ca. 25 % af Vejlefjordskolens elever har tilknytning til Adventistkirken, der gennem alle årene været en vigtig samarbejdspartner for skolen. De fleste andre elever har rod i folkekirkelige eller sekulære kredse, og nogle få er muslimer.